# Hildegard Knef

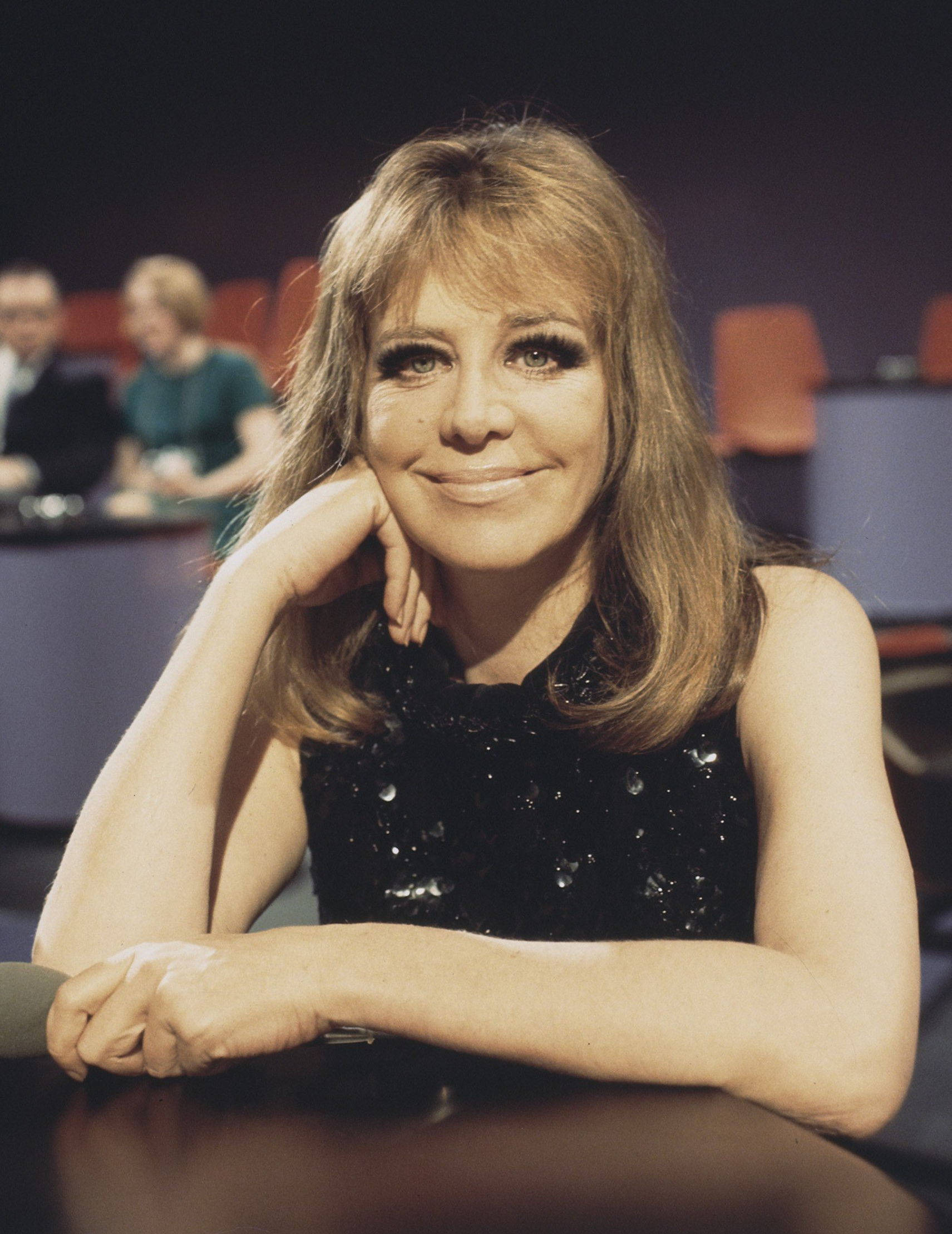
Hildegard Knef (1969)

Hildegard Frieda Albertine Knef [kneːf] (* 28. Dezember 1925 in Ulm; † 1. Februar 2002 in Berlin) war eine deutsche Schauspielerin, Synchronsprecherin, Chansonsängerin und Autorin. Während sie im deutschsprachigen Raum als Hildegard Knef bekannt war, wurde sie von 1948 bis ca. 1968 außerhalb des deutschsprachigen Raumes Hildegarde Neff genannt (das war nicht ihr Wunsch). Sie war ab 1950 US-amerikanische Staatsbürgerin und erhielt im Jahr 2001 erneut die deutsche Staatsbürgerschaft.
Knef begann ihre Filmkarriere am Ende der NS-Diktatur und wurde in der unmittelbaren Nachkriegszeit durch Filme wie Die Mörder sind unter uns (1946) und Film ohne Titel (1948) zum Filmstar. Sie spielte die Hauptrolle in dem umstrittenen Film Die Sünderin (1950), woraufhin sie sich in den 1950er-Jahren mehr internationalen Kinorollen zuwandte und eine Hauptrolle am Broadway spielte. In späteren Jahren war sie insbesondere als Chansonsängerin (beispielsweise mit ihrem Erkennungslied Für mich soll’s rote Rosen regnen) und als Buchautorin erfolgreich.

## Leben

### Familie

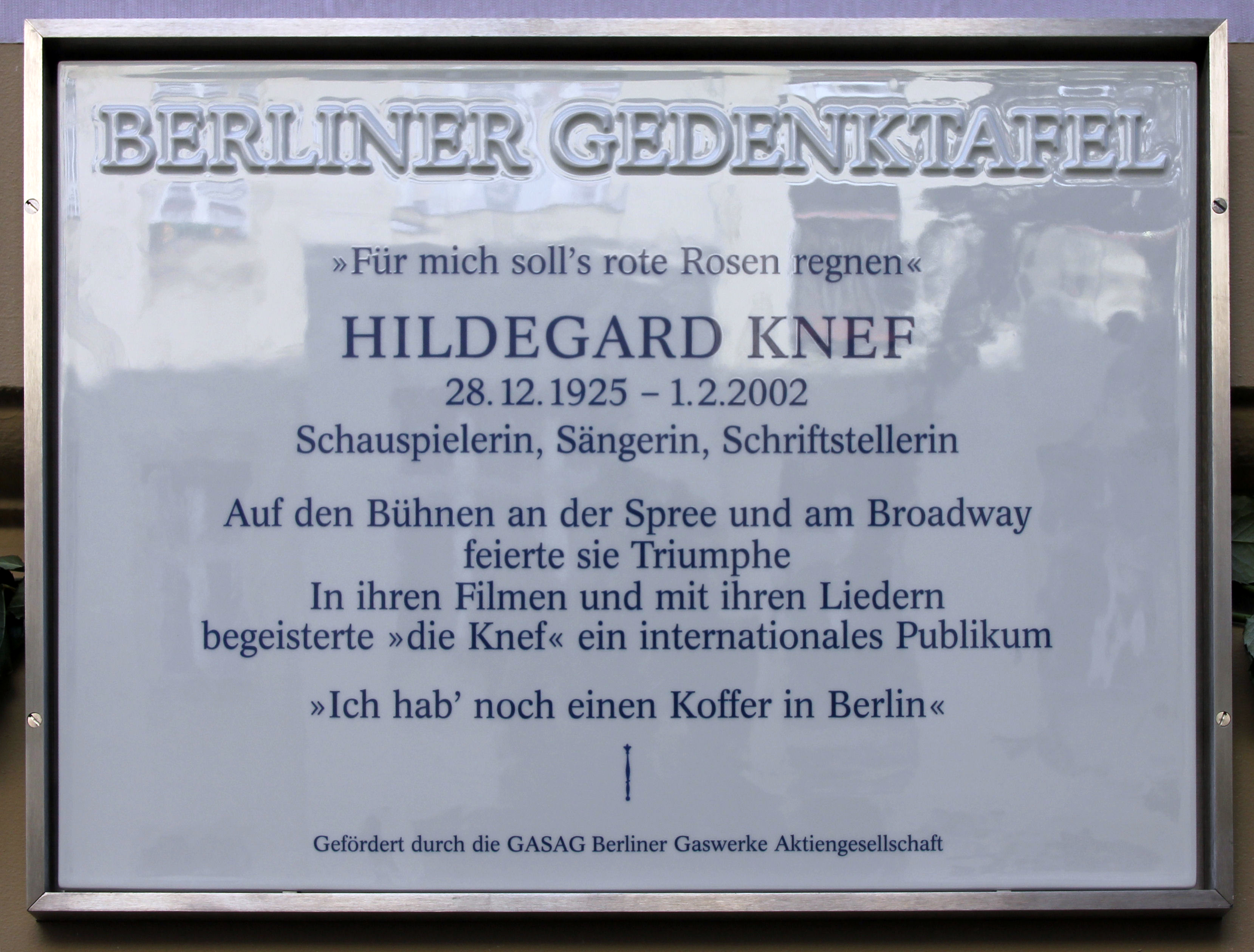
Berliner Gedenktafel am Haus Leberstraße 33 in Berlin-Schöneberg

Hildegard Knef wurde 1925 als Tochter des flämischstämmigen Tabakkaufmanns und Prokuristen Hans Theodor Knef und seiner Gattin Frieda Auguste Knef, geborene Gröhn, in Ulm geboren. Der Vater starb 1926 an Syphilis. Daraufhin zog die Mutter mit ihrer Tochter nach Berlin, wo diese in Schöneberg eine Mittelschule besuchte, die im selben Gebäudekomplex wie die Rückert-Schule (Lyzeum, heute: Rückert-Gymnasium) untergebracht war.
Im Jahr 1933 heiratete ihre Mutter den Schuhmachermeister und Lederfabrikanten Wilhelm Wulfestieg. Aus der Ehe ging Knefs Halbbruder, der Jazzmusiker Heinz Wulfestieg, hervor. Er starb im August 1978 unter ungeklärten Umständen 43-jährig in Berlin. Seinen plötzlichen Tod verarbeitete sie 1982 in ihrem Buch So nicht.

### Ehen
Hildegard Knef war dreimal verheiratet:
- von 1947 bis 1952[4] mit Kurt Hirsch, einem US-Amerikaner und Juden aus dem Sudetenland, der vor Kriegsbeginn in die USA emigrierte und als 20-Jähriger in die Armee eintrat. Während der Ehe arbeitete er in Hollywood erfolglos als Schauspieleragent.[5]
- von 1962 bis 1976 mit dem britischen Schauspieler David Cameron (David Antonio Palastanga), der auf einer Tournee durch Deutschland in dem Stück Nicht von gestern (Born Yesterday) auch gemeinsam mit ihr auftrat. Er ist der Vater ihrer Tochter Christina Antonia, verh. Gardiner (* 16. Mai 1968 in München, genannt „Tinta“).
- von 1977 bis zu ihrem Tod im Jahr 2002 mit dem aus einem alten österreichisch-ungarischen Adelsgeschlecht stammenden Paul Rudolf Freiherr von Schell zu Bauschlott (* 28. November 1940).

### UFA-Jahre
Im Alter von 15 Jahren verließ Knef mit der mittleren Reife die Schule und begann eine Ausbildung als Zeichnerin in der Trickfilmabteilung der UFA in Berlin-Mitte. 1943 wurde UFA-Filmchef Wolfgang Liebeneiner auf sie aufmerksam, und sie erhielt eine Ausbildung zur Schauspielerin. Ihre Schauspiellehrer waren Karl Meixner und die damalige UFA-Nachwuchschefin Else Bongers, die zu Knefs Mentorin und lebenslangen Beraterin wurde. 1944 kam es zu einer Liebesbeziehung zwischen Knef und dem „Reichsfilmdramaturgen“ Ewald von Demandowsky, der zugleich Produktionschef der Filmfirma Tobis war. Noch vor Ende des Krieges trat Knef erstmals in Filmen auf (u. a. Unter den Brücken, 1944/46; Fahrt ins Glück, 1944/48).

### Frühe Nachkriegszeit

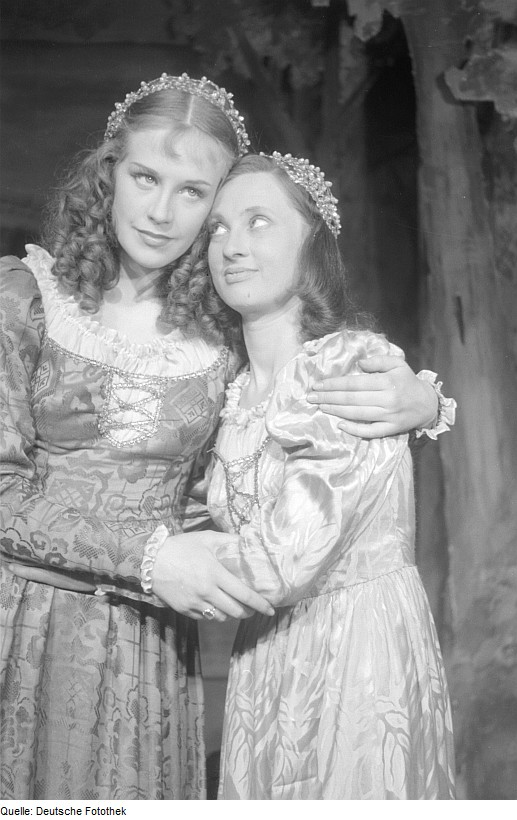
Hildegard Knef (links) mit Gudrun Genest in Wie es euch gefällt von William Shakespeare, Schlosspark Theater Berlin (1946)

Im Jahr 1945 trat Hildegard Knef im Kabarett und Theater auf und lernte den US-Kontrolloffizier Kurt Hirsch kennen, den sie am 15. Dezember 1947 heiratete. Ihre ersten Theaterrollen gab ihr Boleslaw Barlog 1946 am Schlosspark Theater. Wolfgang Staudte sah Knef auf der Bühne und engagierte sie für den ersten deutschen Nachkriegsfilm, Die Mörder sind unter uns (1946), der sie auch international bekannt machte. Danach spielte sie weiter Theater und synchronisierte sowjetische Filme für die DEFA. Für ihr Spiel in Film ohne Titel erhielt sie 1948 in Locarno den Preis als beste weibliche Darstellerin. Am 1. August 1948 war Hildegard Knef auf der Titelseite der ersten Ausgabe der Illustrierten Stern abgebildet. Sie wurde zum ersten deutschen Nachkriegsstar.
Aufgrund des internationalen Erfolgs von Die Mörder sind unter uns und nach einem mehrseitigen Bericht über sie im US-Magazin Life unterbreitete der Hollywood-Produzent David O. Selznick ihr das Angebot, in die USA zu kommen. Anfang 1948 unterschrieb sie mit ihm einen Siebenjahresvertrag, der ihr wöchentlich einen lukrativen Scheck einbrachte, aber letztendlich keine Filmrollen. Zwischen Sprachunterricht und Probeaufnahmen lernte sie in den Vereinigten Staaten Marlene Dietrich kennen. 1950 wurde sie US-Staatsbürgerin.

### Zwischen Europa und den USA

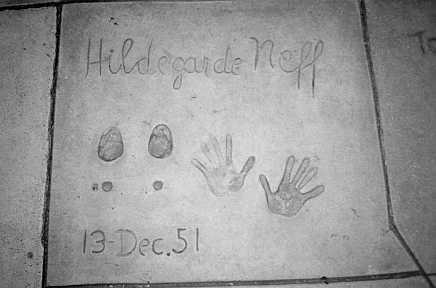
Knefs (unter ihrem Alias Hildegarde Neff) Hand- und Schuhabdrücke vor Grauman’s Chinese Theatre in Hollywood

Da sie bei Selznick keine Rollen bekam und dessen Filmproduktionsfirma u. a. wegen seiner Scheidung im Niedergang begriffen war, nahm Hildegard Knef 1950 das Angebot an, die Hauptrolle in Willi Forsts erstem Nachkriegsfilm, Die Sünderin, zu drehen. Insbesondere aufgrund des Protests der katholischen Kirche wurde das Melodram, das Tabus wie die Prostitution und den Suizid thematisierte und eine kurze Nacktszene Knefs enthielt, zu einem der größten Skandale des deutschen Nachkriegskinos: mit Demonstrationszügen für und gegen Die Sünderin, verbarrikadierten Kinos, Aufführungsverboten in zahlreichen deutschen und europäischen Städten, Klageverfahren bis hin zum Bundesverwaltungsgericht und Bundesgerichtshof. Der Protest gegen den Film entzündete sich vor allem an der Tötung auf Verlangen, die in der Schlussszene gezeigt wurde und die an die Euthanasiepropaganda des „Dritten Reiches“ in Ich klage an von Wolfgang Liebeneiner erinnerte. Die Sünderin wurde damals in der Bundesrepublik von mehr als sieben Millionen Kinobesuchern gesehen. Im Zusammenhang mit dem Erfolg des Films veröffentlichte Knef u. a. im Oktober 1951 die erste von ihr besungene Schallplatte, Ein Herz ist zu verschenken.
Wegen des heftigen Gegenwinds in Deutschland zog Knef zurück nach Hollywood, um für die Filmfirma 20th Century Fox, bei der sie nun unter Vertrag stand, eine Reihe von Filmen zu drehen. (Der Vertrag mit Selznick wurde nach dessen Scheidung und der Teilung seines Vermögens hinfällig.) Zwischen den Dreharbeiten in den USA, bei denen sie Marilyn Monroe kennenlernte und ihre Hand- und Schuhabdrücke im Zementboden des Vorhofs von Hollywoods legendärem Premierenkino Grauman’s Chinese Theatre verewigte, trat sie auch in deutschen, britischen und französischen Filmproduktionen auf. 1955 debütierte sie zudem am Broadway in New York in dem Musical Silk Stockings (deutscher Titel: Ninotschka oder Seidenstrümpfe) von Cole Porter. Knef ist die einzige Deutsche, der es gelang, in einer Hauptrolle am Broadway zu debütieren.
Nach zwei Jahren mit nahezu ein bis zwei Vorstellungen täglich verließ Knef 1957 die USA, nachdem sie sich mit 20th Century Fox überworfen hatte: MGM hatte die Filmrechte an Silk Stockings erworben und wollte Knef für die Hauptrolle engagieren, doch Fox gab sie nicht frei, sondern bestand darauf, dass sie zunächst die vertraglich mit Fox vorgesehenen Filme drehe, die man aufgrund ihrer Verpflichtung am Broadway verschoben hatte. Durch den Vertragsbruch mit Fox beendete Knef ihre Filmkarriere in den USA und kehrte nach Deutschland zurück.

### Film und Musik

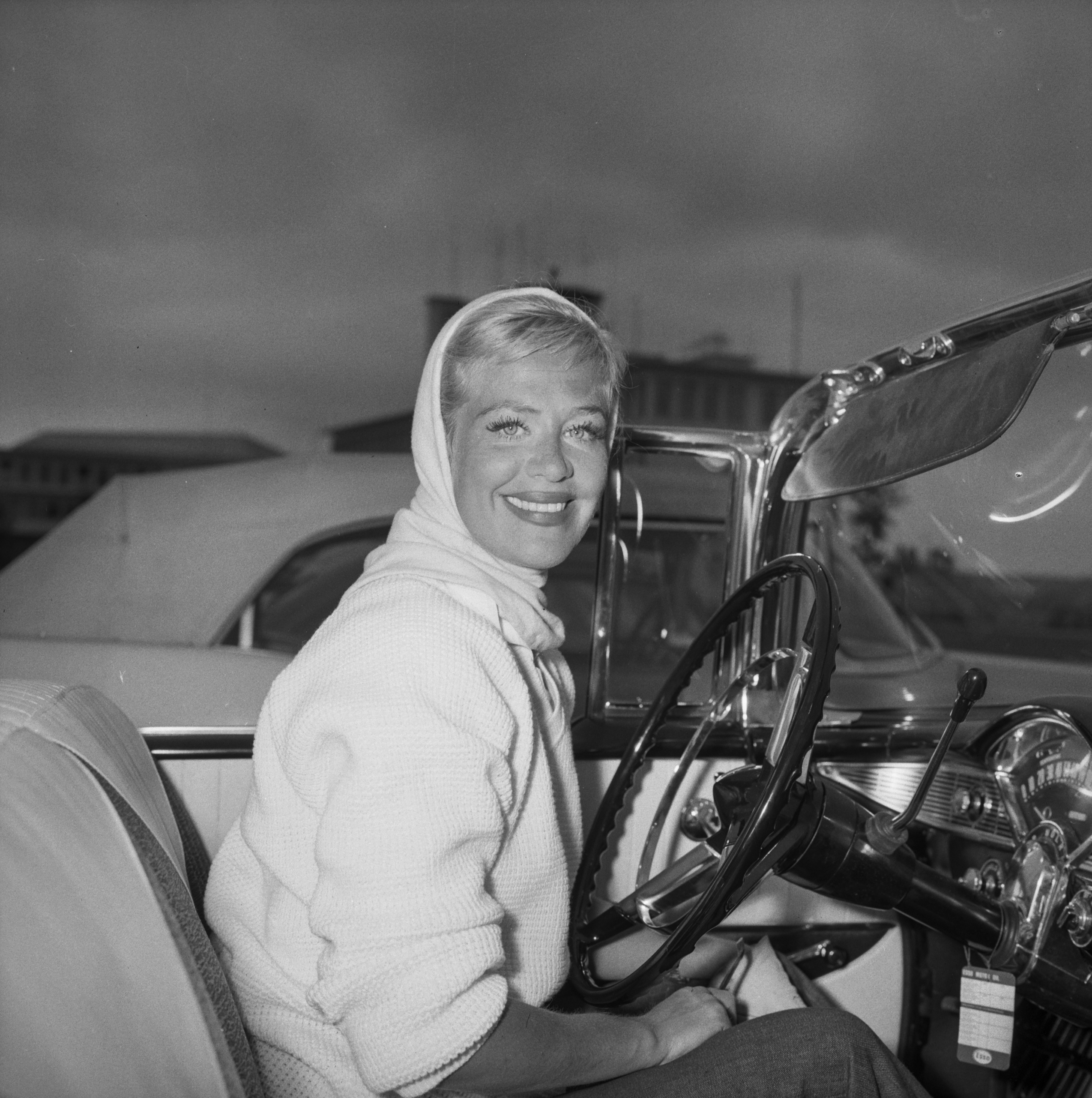
Hildegard Knef am Flughafen Zürich-Kloten, Foto: Jack Metzger, 1956

Den Zenit ihrer Filmkarriere hatte Hildegard Knef bei ihrer Rückkehr aus Hollywood überschritten. In Deutschland floppte Madeleine und der Legionär, und sie drehte in den späten 1950er und frühen 1960er Jahren vornehmlich in England und Frankreich zum Teil in anspruchsvollen und auch erfolgreichen, doch überwiegend in mittelmäßigen Produktionen (z. B. La Strada dei Giganti). 1959 lernte sie bei Dreharbeiten in Großbritannien ihren zweiten Ehemann, den damals noch verheirateten David Cameron kennen.
In diesen Jahren trat Knef öfter als Sängerin in Erscheinung, u. a. 1959 in der BBC-Fernsehshow The Hildegarde Neff Show. Bereits in ihren frühen Filmen hatte sie mitunter gesungen, z. B. in Alraune (an der Seite von Erich von Stroheim), Illusion in Moll (an der Seite von Hardy Krüger) und Schnee am Kilimandscharo (nach einem Roman von Hemingway), in dessen Originalfassung sie zwei Lieder von Cole Porter interpretierte. Dieser war von ihr derart angetan, dass er sie als Hauptdarstellerin für die Musicalinszenierung Silk Stockings engagierte, in der sie in der Rolle der Ninotschka von 1954 bis 1956 Erfolg am Broadway hatte. Auch die Schallplattenaufnahme des Stücks verkaufte sich in den USA gut. 1957 nahm Knef eine EP mit mehreren Liedern in England und später einige Jazzplatten in Frankreich auf.

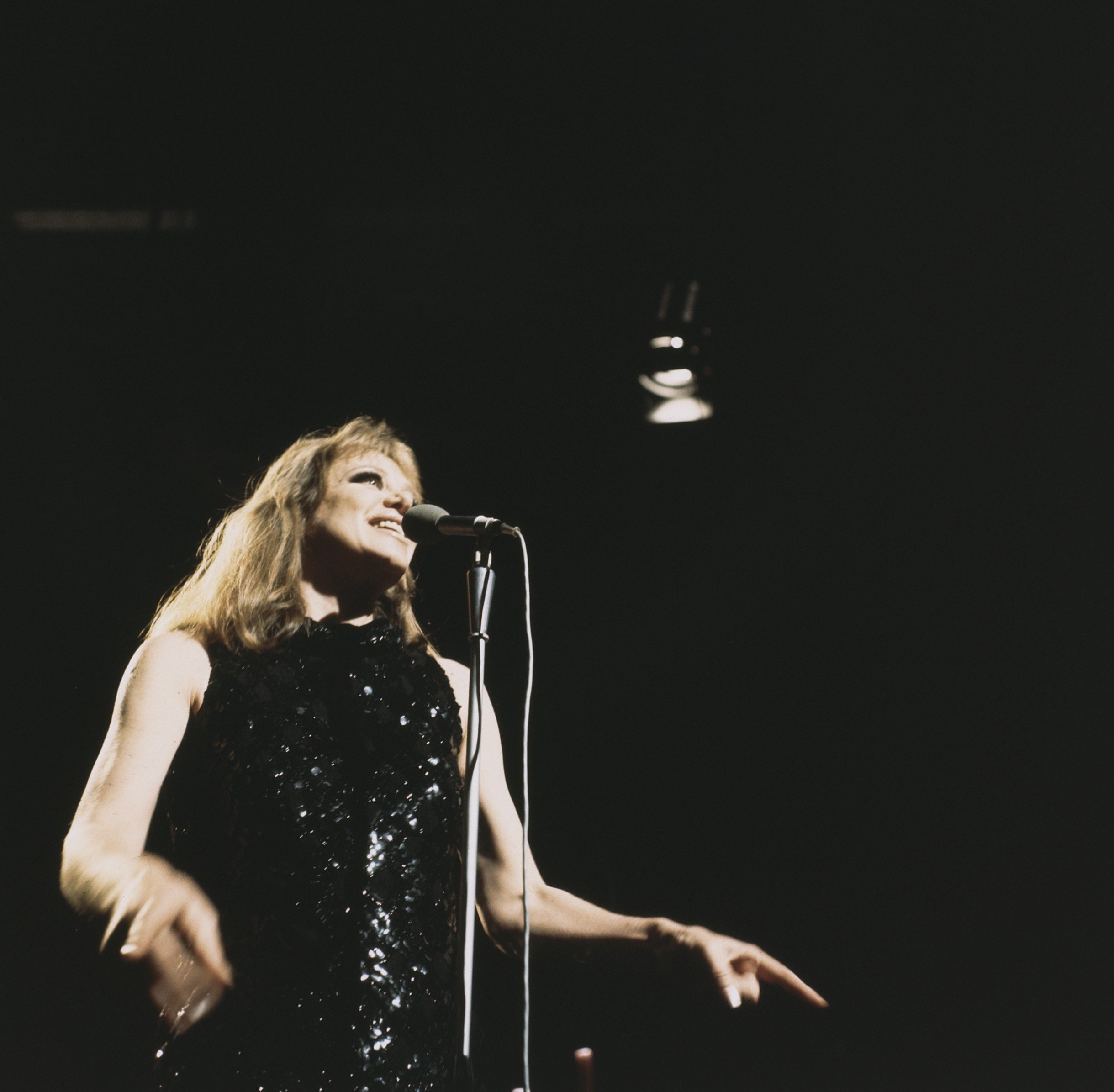
Hildegard Knef (1969)

Wegen der positiven Resonanz im Ausland wurde man auch in Deutschland wieder auf Knef aufmerksam. Im Jahr 1962 folgte dort ihre erste deutsche Schallplattenaufnahme seit 1952. Die Single Er war nie ein Kavalier war ein Verkaufserfolg. 1963 veröffentlichte sie ihre erste Langspielplatte, So oder so ist das Leben (Platz 8 in den deutschen Musik-Charts). Auch mit Aber schön war es doch (1963), Mackie-Messer (1963) und Eins und eins, das macht zwei (1964, geschrieben von Charly Niessen) gelangte sie in die Single-Charts der Bundesrepublik Deutschland. Als Chansonsängerin erhielt Knef nun auch Shows im deutschen Fernsehen. 1965 schrieb sie erstmals einen eigenen Liedtext (Werden Wolken alt?). Die LP Ich seh die Welt durch deine Augen mit von ihr verfassten Texten wurde 1966 ein großer Erfolg. Im selben Jahr unternahm sie ihre erste Konzerttournee.
Der Erfolg ihrer Platten hielt in den folgenden Jahren an. 1968 kam ihre Tochter Christina Antonia durch einen Kaiserschnitt zur Welt. Sie selbst schwebte vorübergehend in Lebensgefahr. Im selben Jahr erschien ihr optimistisch-ironisches Chanson Für mich soll’s rote Rosen regnen, das zu ihrem Erkennungslied wurde.
Ella Fitzgerald bezeichnete Hildegard Knef als die „beste Sängerin ohne Stimme“. Das rauchige Organ, die präzise, zuweilen schnoddrige, dabei aber durchweg gefühlvolle Art des Vortrags und die von Klugheit und lakonischer Ironie geprägten eigenen Texte machten Knef zu einer einzigartigen Erscheinung in der deutschsprachigen Unterhaltungsmusik. Sie trat mit erstklassigen Begleitbands (z. B. von Kurt Edelhagen, Hans Hammerschmid, Bert Kaempfert und Gert Wilden) auf.

### Ab 1970: Buchautorin und weitere Schallplattenerfolge

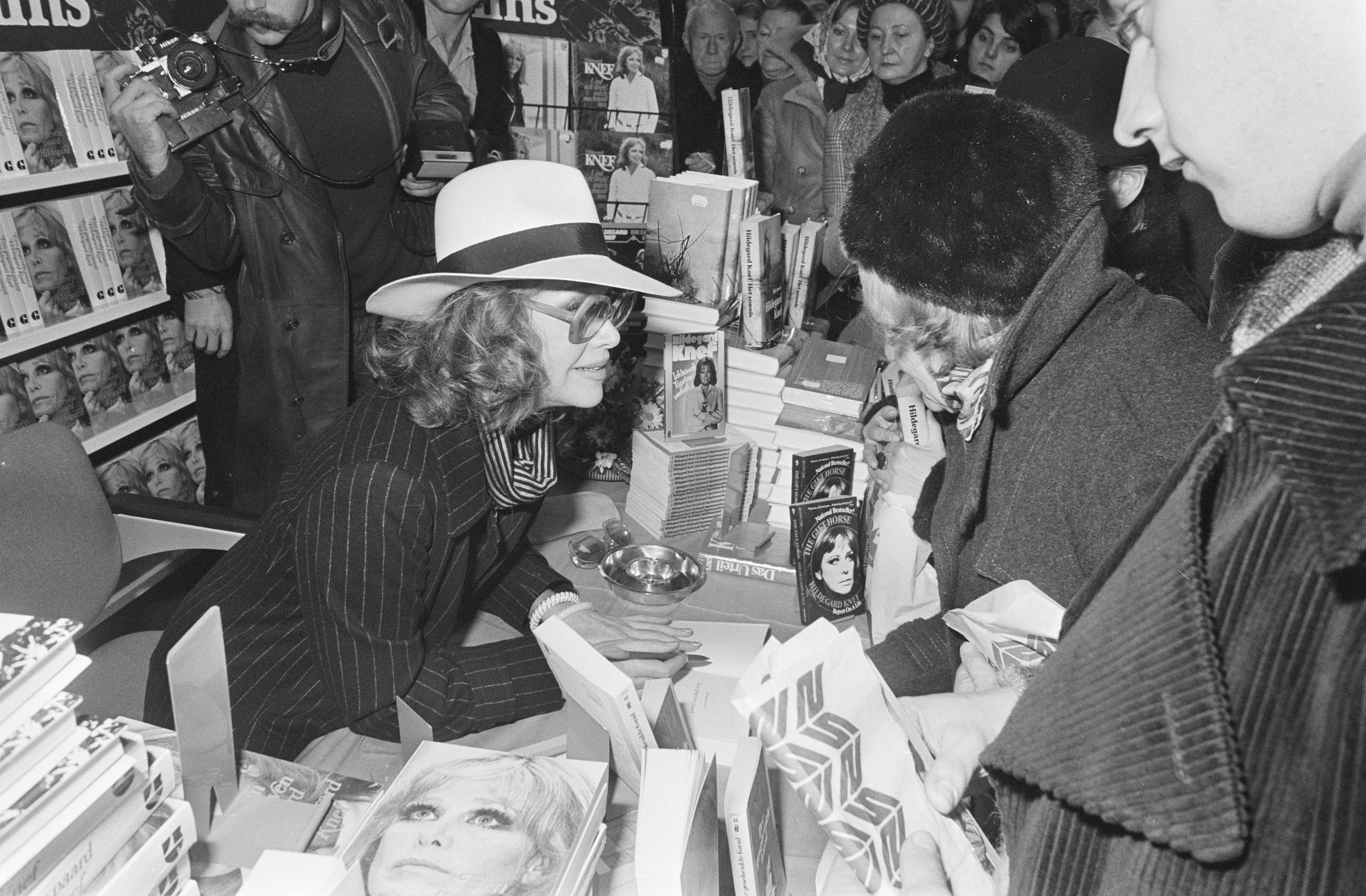
Knef beim Signieren ihrer Bücher in Amsterdam (1975)

Knefs 1970 veröffentlichtes autobiografisches Buch Der geschenkte Gaul erreichte Platz eins der Spiegel-Bestsellerliste. Es wurde in 17 Sprachen übersetzt und zum international erfolgreichsten Buch eines deutschen Autors seit 1945.
In den Jahren 1970 bzw. 1971 erschienen die Musikalben KNEF (darin u. a. Ich brauch’ Tapetenwechsel) und Worum geht’s hier eigentlich?, vertont von Hans Hammerschmid und Les Humphries. Kommerziell waren diese beat- und pop-beeinflussten Arbeiten weniger erfolgreich als frühere Werke.
Im Jahr 1975 kam Knefs Buch Das Urteil heraus, in dem sie über ihre Krebserkrankung (Brustkrebs) schrieb, ein Tabuthema in der damaligen Zeit. Infolge der Direktheit ihrer Darstellung gab es zu großen Diskussionen Anlass. 1976 stand das Buch an zweiter Stelle der US-Bestsellerliste. Im selben Jahr wurde Knef nach 14 Ehejahren von David Cameron geschieden.

### Höhen und Tiefen

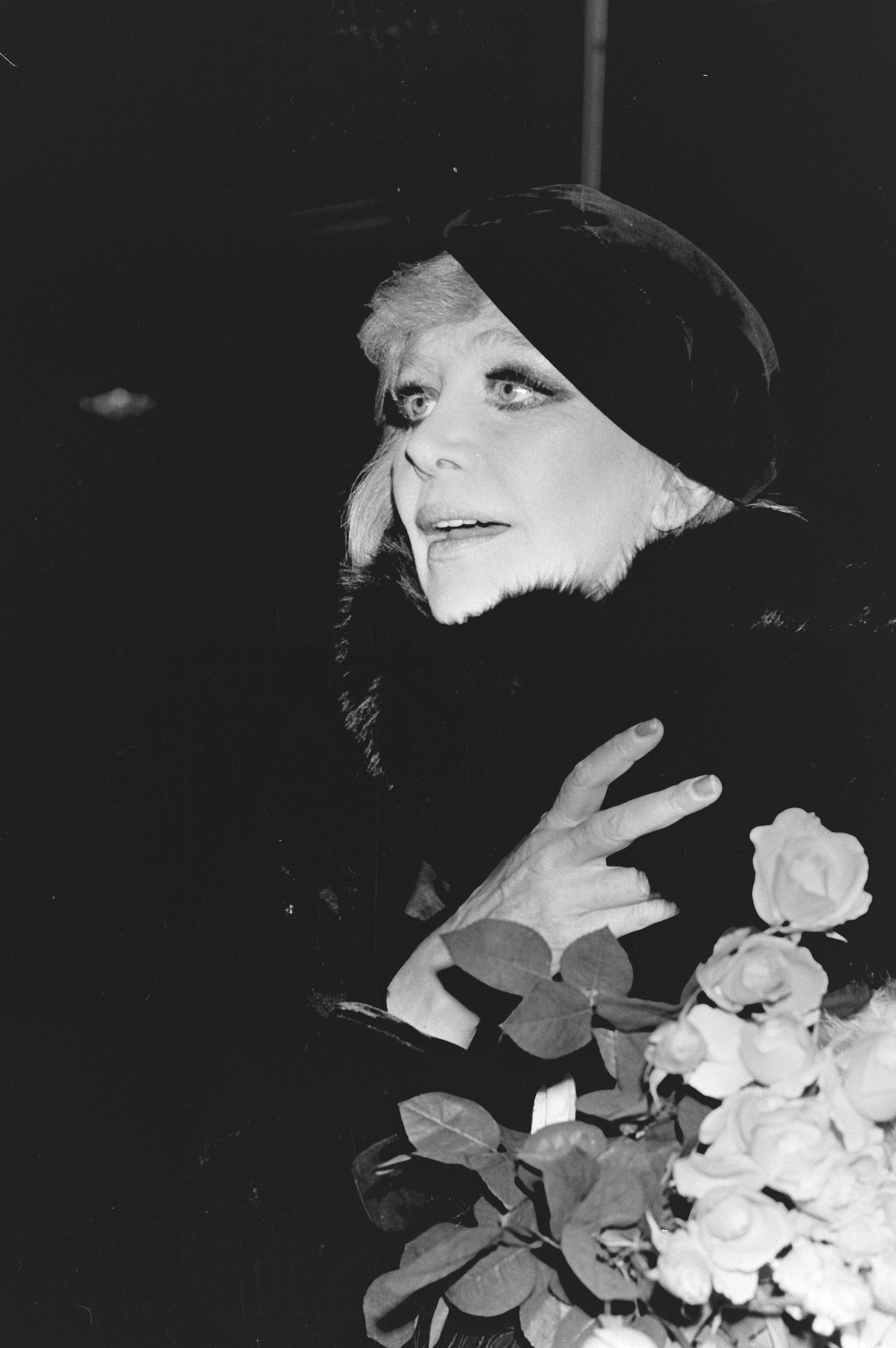
Hildegard Knef (1981)

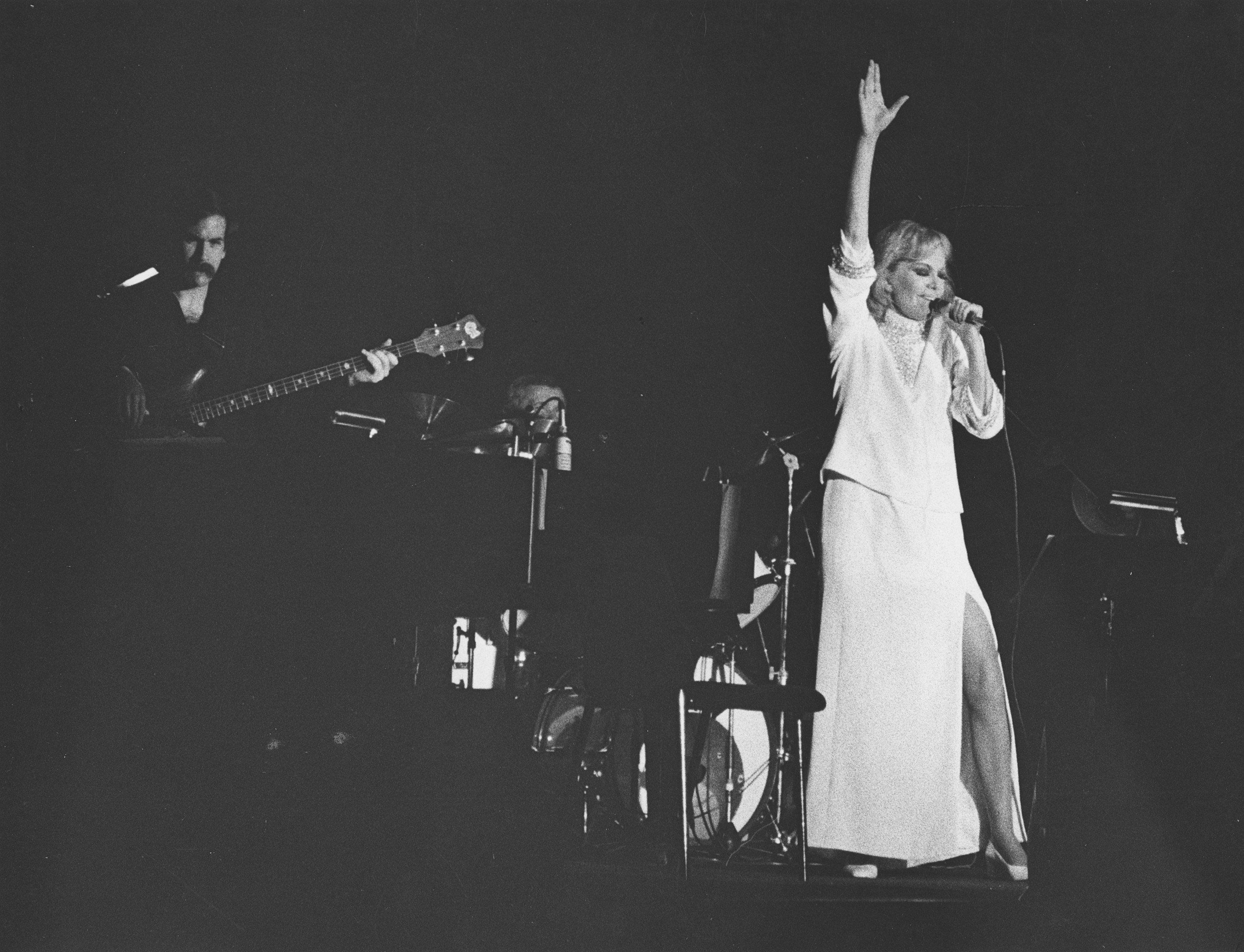
Knef in der Musikhalle in Hamburg am 17. September 1980

Ab 1977 verkauften sich Knefs Schallplatten nur noch schleppend. Sie heiratete Paul von Schell, einen Adeligen ungarisch-amerikanischer Herkunft. Ihr publizistischer Umgang mit ihrer Krebserkrankung, ihre Scheidung, die Heirat mit dem 15 Jahre jüngeren von Schell und ihr Facelifting beherrschten in diesen Jahren die Berichterstattung der deutschen Boulevard-Presse über sie. Zeitungen in Los Angeles hingegen widmeten der Künstlerin Knef teils mehrseitige Berichte, etwa unter der Schlagzeile „Hildegarde Neff back to Hollywood“. Dennoch konnte sie abgesehen von einigen Hollywood-Produktionen in den USA nicht mehr Fuß fassen.
Im Jahr 1987 feierte sie ein erfolgreiches Comeback als „Fräulein Schneider“ in dem Musical Cabaret im Theater des Westens in Berlin. Regie führte Helmut Baumann, an ihrer Seite spielten Helen Schneider, Wolfgang Reichmann und Utz Richter. Hoch verschuldet, zog Knef 1989 von den USA nach Deutschland zurück.

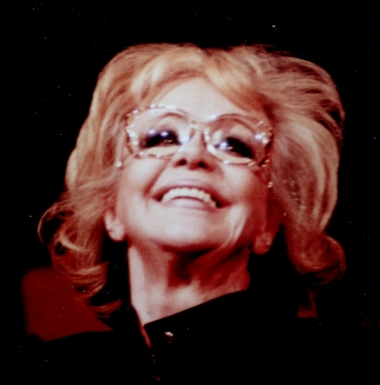
Hildegard Knef bei ihrem letzten Konzert am 5. März 1995 in Berlin

1992 veröffentlichte Knef ihre erste Single seit fünf Jahren, eine Neuinterpretation von Für mich soll’s rote Rosen regnen mit der Rockband Extrabreit. Sie erhielt zahlreiche Ehrungen für ihr Lebenswerk, übernahm Nebenrollen im Fernsehen und war als Film- und Chansonstar früherer Zeiten in Fernseh- und Talkshows zu sehen. 1999 erschien 17 Millimeter, produziert von Till Brönner – ihre erste LP seit 1980 und ihre letzte überhaupt. Sie war ein Achtungserfolg und konnte sich in den Charts platzieren, was Knef seit 1969 nicht mehr gelungen war. Die Veröffentlichung erhielt zudem einen German Jazz Award für über 10.000 verkaufte Tonträger.
Hildegard Knefs letzte Lebensjahre waren von Krankheiten überschattet. 2001 erlitt sie einen Lungenkollaps, der einen monatelangen Krankenhausaufenthalt erforderte. Zeitlebens starke Raucherin, litt sie an den Auswirkungen eines Lungenemphysems.
Am 27. Juni 2001 erhielt sie wieder die deutsche Staatsangehörigkeit.

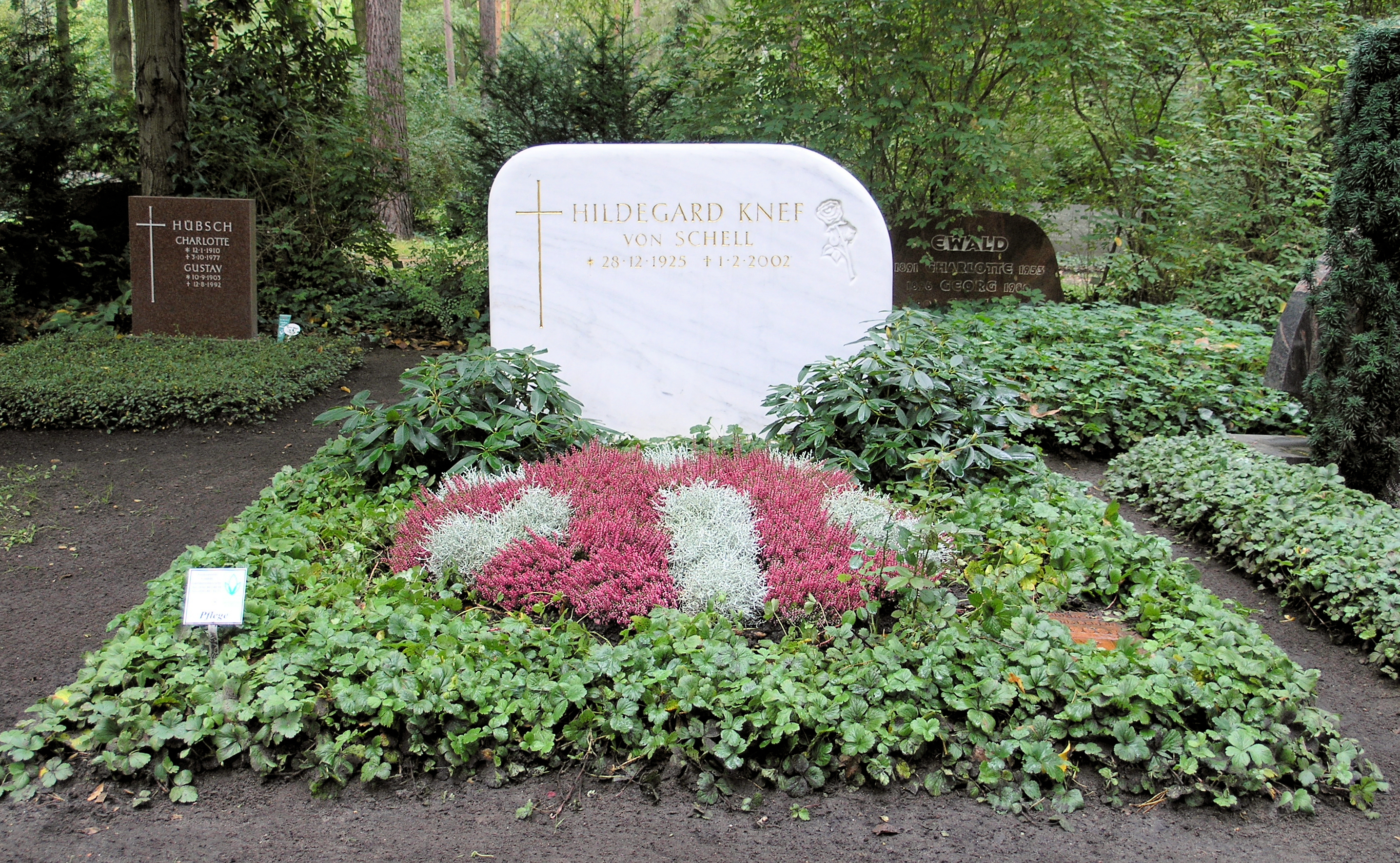
Ehrengrab, Potsdamer Chaussee 75, in Berlin-Nikolassee

Zwei Wochen nach ihrem letzten öffentlichen Auftritt (in der Johannes-B.-Kerner-Show) starb Knef in der Nacht zum 1. Februar 2002 gegen 2 Uhr im Alter von 76 Jahren an einer akuten Lungenentzündung. Bundespräsident Johannes Rau und Bundeskanzler Gerhard Schröder wandten sich mit Kondolenzschreiben an den Witwer.
Sieben Tage später, am 7. Februar 2002, fand eine Trauerfeier in der Kaiser-Wilhelm-Gedächtniskirche und die Beisetzung auf dem Waldfriedhof Zehlendorf in einem Ehrengrab der Stadt Berlin statt.

## Nach ihrem Tod
Die Deutsche Kinemathek in Berlin übernahm 2002 ihren persönlichen Nachlass und zeigte Ende des Jahres erste Stücke daraus in einer Ausstellung.
Am 27. Dezember 2002 gab die Deutsche Post im Rahmen der Dauerbriefmarkenserie „Frauen der deutschen Geschichte“ eine Briefmarke zu 0,55 € (Michel Nr. 2296) mit dem Porträt der verstorbenen Künstlerin heraus.
Der Platz vor dem Congress Center in Ulm, unweit von ihrem im Zweiten Weltkrieg zerstörten Geburtshaus in der Turmgasse 15, erhielt im Jahr 2002 den Namen Hildegard-Knef-Platz.
Im Jahre 2003 wurde die Musicalfassung ihrer Autobiografie Der geschenkte Gaul (geschrieben von dem Theaterregisseur und Autor Reinhardt Friese, dem Komponisten Udo Becker und ihrem Ehemann Paul von Schell auf Basis eines von ihr verfassten Fragmentes) in Wilhelmshaven unter der Regie von Friese mit großem Erfolg und bundesweitem Medienecho uraufgeführt.
Anlässlich des 80. Geburtstags von Hildegard Knef fand 2005 die Berliner Erstaufführung des Musicals am Hansa Theater unter der Regie von Christian Alexander Schnell und Thomas Grandoch statt.
Vom 7. Dezember 2005 bis 27. Februar 2006 zeigte das Schwule Museum in Berlin die Ausstellung Hilde Knef – Halt mich fest (Erinnerungen – Erkenntnisse – Impulse). Eine Hommage von Dieter Bornemann zum 80. Geburtstag von Hildegard Knef.
Am 17. Dezember 2007 erhielt der westliche Vorplatz des Fernbahnhofs Berlin-Südkreuz den Namen Hildegard-Knef-Platz. Eine solche Benennung darf nach einem Berliner Gesetz frühestens fünf Jahre nach dem Tod des Geehrten erfolgen. Begründet wurde die Ehrung mit der Jugendzeit der Knef in Schöneberg.

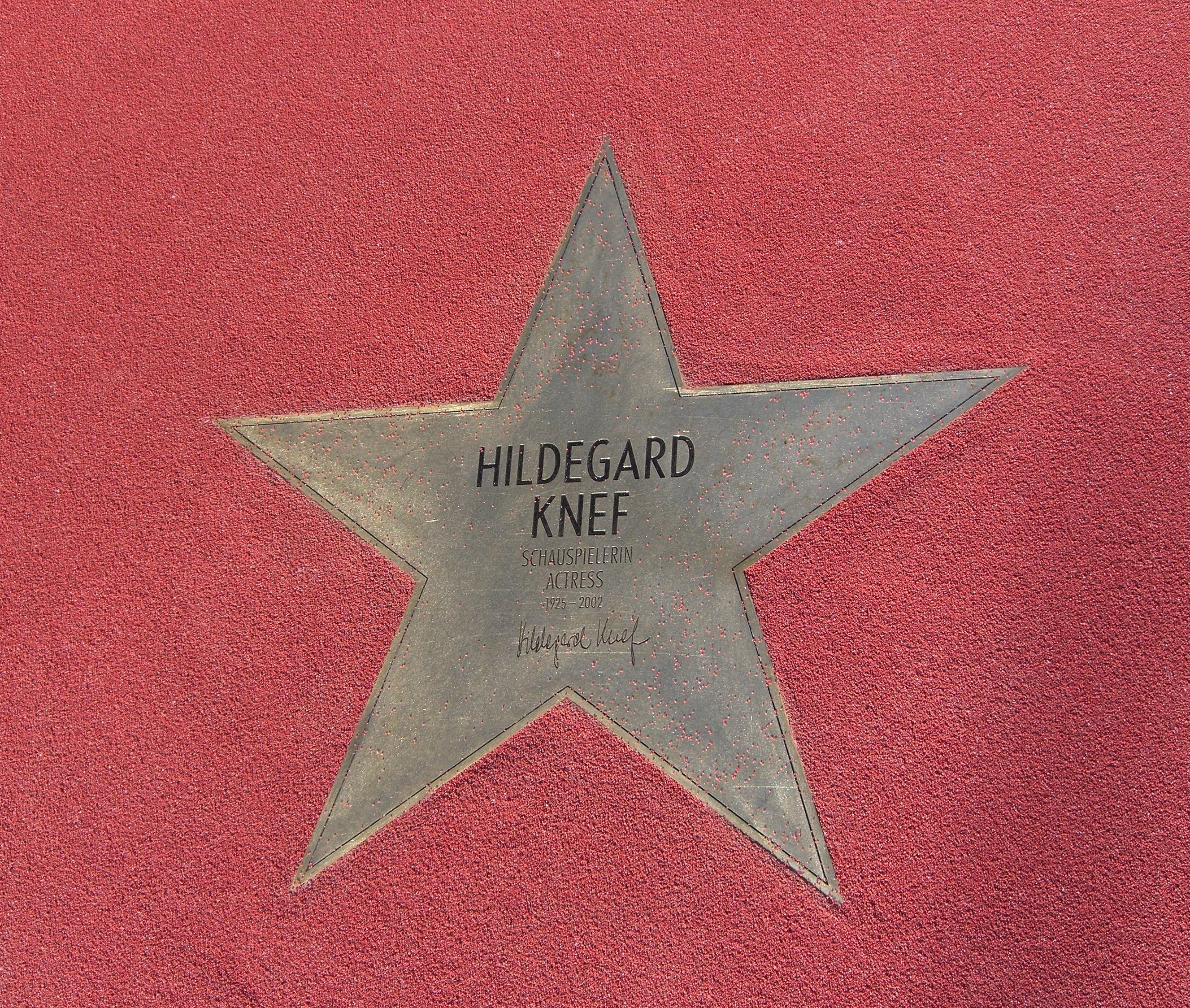
Knefs Stern auf dem Boulevard der Stars in Berlin

Im Juli 2008 begannen die Dreharbeiten zur Kinoproduktion Hilde, einer Verfilmung ihrer Autobiografie Der geschenkte Gaul. Der Film mit Heike Makatsch in der Hauptrolle feierte am 13. Februar 2009 im Berliner Friedrichstadtpalast Weltpremiere, Kinostart war am 12. März 2009.
Am 10. September 2010 erhielt Hildegard Knef einen Stern auf dem Boulevard der Stars in Berlin. Am 15. August 2012 wurde am Haus Leberstraße 33 in Schöneberg eine Berliner Gedenktafel für sie angebracht.
Anlässlich ihres 90. Geburtstages wurde am 18. Dezember 2015 das Tributealbum Für Hilde veröffentlicht, für welches insgesamt 19 Pop-Künstler (darunter Mark Forster, Die Fantastischen Vier, Nisse und Johannes Oerding) Titel von ihr neu interpretiert haben. Auf dem Album sind auch Lieder, die auf zuvor nicht veröffentlichten Texten basieren.
Ein Wagen der Straßenbahn Ulm trägt ihren Namen.

## Filmografie (Auswahl)

### Kinofilme
- 1944/46: Unter den Brücken
- 1944/48: Fahrt ins Glück
- 1945: Die Brüder Noltenius
- 1945: Frühlingsmelodie (unvollendet)
- 1946: Die Mörder sind unter uns
- 1947: Zwischen gestern und morgen
- 1948: Film ohne Titel
- 1951: Die Sünderin
- 1951: Es geschehen noch Wunder
- 1951: Entscheidung vor Morgengrauen (Decision Before Dawn)
- 1952: Nachts auf den Straßen
- 1952: Kurier nach Triest (Diplomatic Courier)
- 1952: Schnee am Kilimandscharo (The Snows of Kilimanjaro)
- 1952: Night Without Sleep
- 1952: Alraune
- 1952: Auf den Straßen von Paris
- 1952: Illusion in Moll
- 1953: Gefährlicher Urlaub (The Man Between)
- 1954: Eine Liebesgeschichte
- 1954: Geständnis unter vier Augen
- 1954: Svengali
- 1958: Madeleine und der Legionär
- 1958: Das Mädchen aus Hamburg (La Fille de Hambourg)
- 1959: Der Mann, der sich verkaufte
- 1959: U-Bahn in den Himmel (Subway in the Sky)
- 1960: Die Furchtlosen von Parma (La strada dei giganti)
- 1962: Lulu
- 1963: Katharina von Russland (Caterina di Russia)
- 1963: Der Frauenmörder von Paris (Landru)
- 1963: Die Dreigroschenoper
- 1963: Der dunkelgrüne Koffer (Ballade pour un voyou)
- 1963: Das große Liebesspiel
- 1964: Geheimagentin in Gibraltar (Gibraltar)
- 1964: Wartezimmer zum Jenseits
- 1964: Verdammt zur Sünde
- 1965: Blonde Fracht für Sansibar (Mozambique)
- 1968: Bestien lauern vor Caracas (The Lost Continent)
- 1976: Jeder stirbt für sich allein
- 1978: Fedora
- 1980: Warum die UFOs unseren Salat klauen
- 1984: Flügel und Fesseln
- 1988: Witchcraft – Das Böse lebt (La casa 4 (Witchcraft))
- 1999: Eine fast perfekte Hochzeit

### Fernsehen
- 1959: International Detective
- 1959: ITV Play of the Week
- 1960: Die geliebte Stimme
- 1962: Golden Boy
- 1962: Laura
- 1963: Curd Jürgens erzählt …
- 1966: Mrs. Dally: Heute ist Unabhängigkeitstag
- 1978: Großstadt-Miniaturen
- 1979: Der Alte: Illusionen über einen Mord
- 1982: Der Gärtner von Toulouse
- 1984: Agentin mit Herz: Warten auf Godorsky (Staffel 1, Folge 21)
- 1990: Ein Schloss am Wörthersee: Adel verpflichtet zu nichts
- 1992: In inniger Feindschaft
- 1992: Haus am See
- 1993: Berlin Break
- 1994: Die Stadtindianer
- 1994: Tödliches Erbe
- 1995: Peter Strohm: Die Gräfin

## Bühnenrollen
- 1944: Der kleine Herr Niemand, Kammerspiele des Deutschen Theaters, Berlin. Rolle: Lena. Erstaufführung: 8. Juni 1944.
- 1945: Heute Abend um sechs, Tribüne, Berlin. Rolle: Conférencière. Erstaufführung: 16. Juni 1945.
- 1945: Der Raub der Sabinerinnen, Renaissance-Theater, Berlin. Rolle: Paula. Erstaufführung: Juni 1945.
- 1945: Hokuspokus, Schloßpark-Theater, Berlin. Berlin. Rolle: Sprecherin. Erstaufführung: 3. November 1945.
- 1945: Ein Spiel um Tod und Liebe, Schloßpark-Theater, Berlin. Rolle: Weibliche Hauptrolle (zeitweise). Erstaufführung: 8. Dezember 1945.
- 1945: Zum Goldenen Anker, Schloßpark-Theater, Berlin. Rolle: Fanny, Muschelverkäuferin (zeitweise). Erstaufführung: 20. Februar 1945.
- 1946: Danach, Schloßpark-Theater, Berlin. Rolle: Ursel. Erstaufführung: 11. Januar 1946.
- 1946: Wie es euch gefällt, Schloßpark-Theater, Berlin. Rolle: Celia. Erstaufführung: 30. April 1946.
- 1946: Drei Mann auf einem Pferd, Schloßpark-Theater, Berlin. Rolle: Mabel. Erstaufführung: 16. August 1946.
- 1947: O Wildnis! Schloßpark-Theater, Berlin. Rolle: Belle, Prostituierte. Erstaufführung: 4. Juli 1947.
- 1955: Silk Stockings, Imperial Theatre, New York. Rolle: Ninotchka. Erstaufführung: 24. Februar 1955
- 1960: Der Nerz, Schloßpark-Theater, Berlin. Rolle: Marie-Paule, Prostituierte. Erstaufführung: 4. Juni 1960.
- 1961: Nicht von gestern (Born Yesterday), Tourneetheater „Die Schaubühne“, Minden/Westfalen. Rolle: Billie Dawn. Erstaufführung: 12. Januar 1961.
- 1965: Mrs. Dally, Tourneetheater „Die Schaubühne“, : Theater in der Leopoldstraße, München. Rolle: Mrs. Dally. Erstaufführung: 2. Februar 1965.
- 1987: Cabaret, Theater des Westens, Berlin. Rolle: Fräulein Schneider. Erstaufführung: 3. Oktober 1987.

## Hörspiele
- 1947: Curt Goetz: Hokuspokus – Regie: Hans Fahrenburg (Berliner Rundfunk)

## Hörbücher
- 1998 (Audible-Veröffentlichung 2005): Der geschenkte Gaul, tacheles! / Roof Music
- 2003: Das Urteil, tacheles!/ROOF Music, ISBN 978-3-936186-37-6

## Diskografie
Studioalben
| Jahr | Titel Musiklabel                                                                           | Höchstplatzierung, Gesamtwochen/‑monate, AuszeichnungChartplatzierungen (Jahr, Titel, Musiklabel, Platzierungen, Wochen/Monate, Auszeichnungen, Anmerkungen) | Höchstplatzierung, Gesamtwochen/‑monate, AuszeichnungChartplatzierungen (Jahr, Titel, Musiklabel, Platzierungen, Wochen/Monate, Auszeichnungen, Anmerkungen) | Höchstplatzierung, Gesamtwochen/‑monate, AuszeichnungChartplatzierungen (Jahr, Titel, Musiklabel, Platzierungen, Wochen/Monate, Auszeichnungen, Anmerkungen) | Höchstplatzierung, Gesamtwochen/‑monate, AuszeichnungChartplatzierungen (Jahr, Titel, Musiklabel, Platzierungen, Wochen/Monate, Auszeichnungen, Anmerkungen) | Anmerkungen                                                |
| Jahr | Titel Musiklabel                                                                           | DE | AT | CH | US | Anmerkungen                                                |
| ---- | ------------------------------------------------------------------------------------------ | --- | --- | --- | --- | ---------------------------------------------------------- |
| 1963 | So oder so ist das Leben Decca Records (Teldec)                                            | DE8 (14 Mt.)DE | — | — | — | Erstveröffentlichung: August 1963                          |
| 1964 | Hildegard Knef Decca Records (Teldec)                                                      | DE38 (1 Mt.)DE | — | — | — | Erstveröffentlichung: November 1964                        |
| 1966 | Ich seh die Welt durch deine Augen Decca Records (Teldec)                                  | DE3 (7 Mt.)DE | — | — | — | Erstveröffentlichung: Februar 1966                         |
| 1967 | Halt mich fest Decca Records (Teldec)                                                      | DE4 (15 Mt.)DE | — | — | — | Erstveröffentlichung: März 1967                            |
| 1968 | Träume heißen du auch bekannt als: Hildegard Knef singt Cole Porter Decca Records (Teldec) | DE11 (7 Mt.)DE | — | — | — | Erstveröffentlichung: Februar 1968                         |
| 1969 | The Lady Is a Tramp auch bekannt als: From Here on It Got Rough Decca Records (Teldec)     | — | — | — | — | Erstveröffentlichung: August 1969                          |
| 1970 | Knef Decca Records (Teldec)                                                                | DE23 a (1 Wo.)DE | — | — | — | Erstveröffentlichung: Februar 1970                         |
| 1971 | Worum geht’s hier eigentlich? Decca Records (Teldec)                                       | — | — | — | — | Erstveröffentlichung: Oktober 1971                         |
| 1972 | Und ich dreh’ mich nochmal um Philips Records (Philips)                                    | — | — | — | — | Erstveröffentlichung: Oktober 1972                         |
| 1974 | Ich bin den weiten Weg gegangen Philips Records (Philips)                                  | — | — | — | — | Erstveröffentlichung: Februar 1974                         |
| 1975 | Applaus Philips Records (Philips)                                                          | — | — | — | — | Erstveröffentlichung: September 1975                       |
| 1976 | Bei dir war es immer so schön Philips Records (Philips)                                    | — | — | — | — | Erstveröffentlichung: August 1976                          |
| 1977 | Lausige Zeiten Philips Records (Philips)                                                   | — | — | — | — | Erstveröffentlichung: Januar 1977                          |
| 1978 | Heimweh-Blues Philips Records (Philips)                                                    | — | — | — | — | Erstveröffentlichung: Januar 1978                          |
| 1978 | Überall blühen Rosen Philips Records (Philips)                                             | — | — | — | — | Erstveröffentlichung: Oktober 1978                         |
| 1980 | Da ist eine Zeit … Philips Records (Philips)                                               | — | — | — | — | Erstveröffentlichung: August 1980                          |
| 1999 | 17 Millimeter Red Moon Records (WMG)                                                       | DE73 Gold (German Jazz Award) · (2 Wo.)DE | — | — | — | Erstveröffentlichung: 15. November 1999 Verkäufe: + 10.000 |

grau schraffiert: keine Chartdaten aus diesem Jahr verfügbar

## Auszeichnungen und Ehrungen

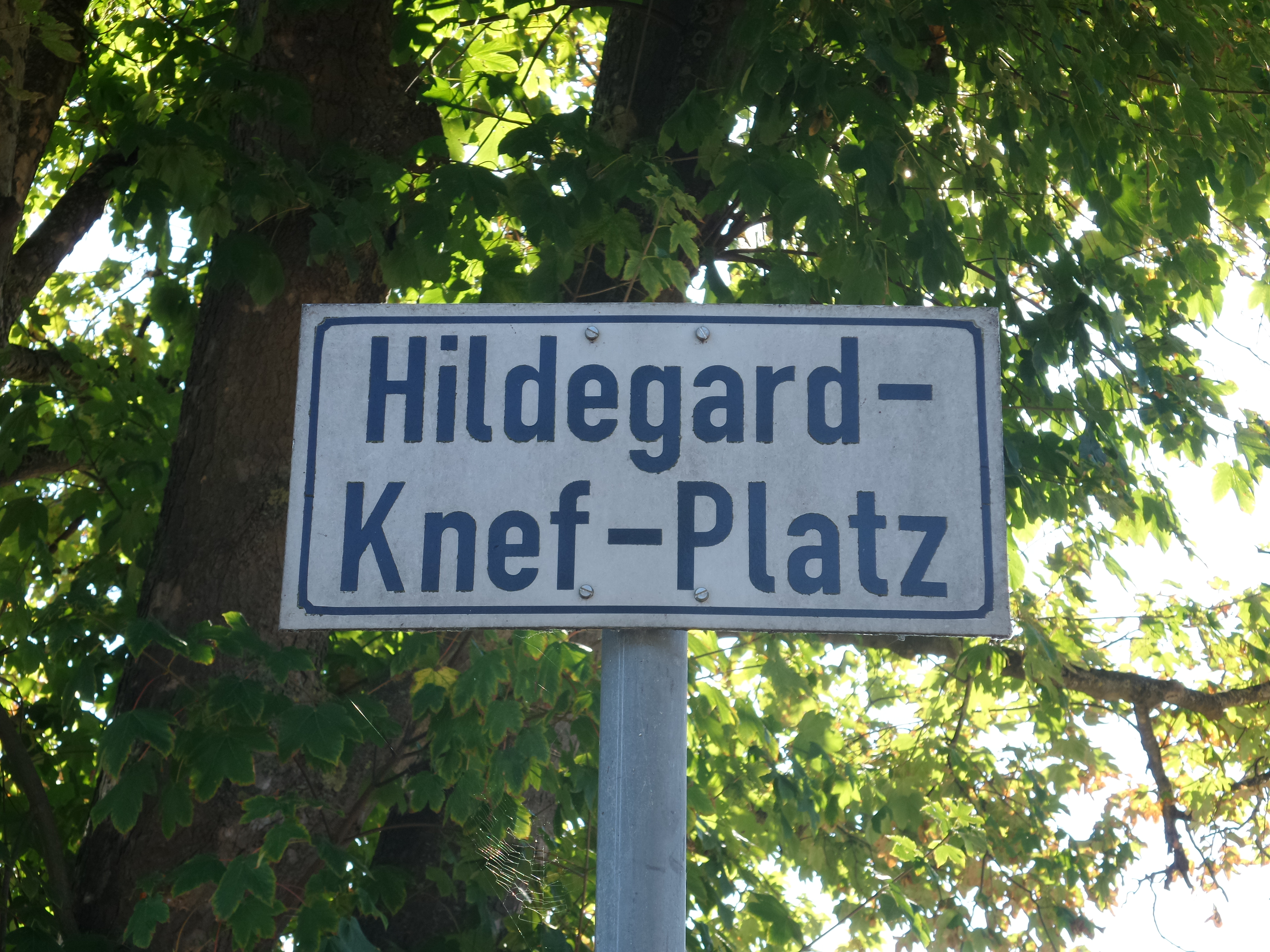
Hildegard-Knef-Platz, Ulm

- 1949: Preis als beste Darstellerin für Film ohne Titel beim Filmfestival Locarno
- 1951: Hand- und Schuhabdrücke vor dem Premieren-Kino Grauman’s Chinese Theatre, Hollywood
- 1953: Preis der französischen Filmkritik für ihre Rolle in La Fête à Henriette
- 1959: Verleihung des Bundesfilmpreises: Filmband in Silber als beste Nebendarstellerin für Der Mann, der sich verkaufte
- 1968: Wahl zur „besten deutschsprachigen Sängerin“
- 1969: Edison (für beste Texte und größte Publikumsbeliebtheit in Europa)
- 1975: Bundesverdienstkreuz Erster Klasse „für Verdienste um die Anerkennung der Bundesrepublik Deutschland in der Welt“[17]
- 1976: Goldene Filmpreisrolle als beste Schauspielerin für den Film Jeder stirbt für sich allein beim Karlovy Vary International Film Festival
- 1976: Mark-Twain-Preis für die englische Ausgabe von Das Urteil
- 1977: Bundesfilmpreis: Filmband in Gold für das Gesamtwerk
- 1980: Goldene Tulpe (niederländischer Musikpreis)
- 1993: Helmut-Käutner-Preis der Stadt Düsseldorf
- 1995: Verdienstorden des Landes Berlin
- 1996: Berliner Bär (B.Z.-Kulturpreis) für das Lebenswerk
- 1996: Erste Trägerin des „Marlene“-Preises für Bühnenunterhaltung
- 1999: DIVA-Award für das Lebenswerk
- 1999: Preis für die erfolgreichste Jazz-Produktion des Jahres (für die CD 17 Millimeter mit dem Jazzmusiker Till Brönner)
- 2000: Goldene Kamera in der Kategorie „Ehrenpreis Berlin“
- 2000: Echo Pop für das Lebenswerk
- 2001: Bambi für das Lebenswerk

### Veröffentlichungen von Hildegard Knef
- Der geschenkte Gaul. Bericht aus einem Leben. Molden, Wien, München und Zürich 1970, ISBN 3-217-00858-8. (Platz 1 der Spiegel-Bestsellerliste vom 28. September 1970 bis zum 9. Mai 1971)
- Ich brauch Tapetenwechsel. Molden, Wien u. a. 1972, ISBN 3-217-00457-4.
- Das Urteil oder der Gegenmensch. Molden, München u. a. 1975, ISBN 3-217-00654-2.
- mit Hans Kossatz: Heimweh-Blues. Freund, Berlin 1976, ISBN 3-921532-03-5.
- Nichts als Neugier. Interviews zu Fragen der Parapsychologie. Goldmann, München 1978, ISBN 3-442-03690-9.
- So nicht. Knaus, Hamburg 1982, ISBN 3-8135-8092-X.
- Romy. Betrachtung eines Lebens. (Mit einem Bericht von Curt Riess: Letztes Gespräch mit Romy.) Knaus, Hamburg 1983, ISBN 3-8135-0443-3; (Nachdrucke teilweise unter dem Titel Romy. Betrachtungen eines Lebensweges und Romy Schneider. Betrachtung eines Lebens).

### Veröffentlichungen über Hildegard Knef
- Axel Andree: Die Knef. Langen-Müller, München 2000, ISBN 3-7844-2804-5.
- Ulrich Bach: The Woman Between. Hildegard Knef's Movies in Cold War Berlin. The Woman Between. In: Philip Broadbent, Sabine Hake (Hrsg.): Berlin: Divided City 1945–1989. Berghahn Books, New York 2010, S. 115–124.
- David Cameron: Auf die Füße gefallen. Autobiographie. Neff, Wien 1987, ISBN 3-7014-0242-6.
- Wolfgang Jacobsen: Hildegard Knef – Schauspielerin. In: CineGraph – Lexikon zum deutschsprachigen Film, Lieferung 8, 1987.
- Hermann J. Huber: Langen Müller’s Schauspielerlexikon der Gegenwart. Deutschland. Österreich. Schweiz. Albert Langen • Georg Müller Verlag GmbH, München • Wien 1986, ISBN 3-7844-2058-3, S. 508 f.
- Christian Kuchler: Bischöflicher Protest gegen nationalsozialistische „Euthanasie“-Propaganda im Kino: „Ich klage an“. In: Historisches Jahrbuch der Görresgesellschaft, 126, 2006, S. 269–294, bes. S. 291 f.
- Roman Kuhn, Marieke Schroeder (Hrsg.): Hildegard Knef. Mehr als eine Frau. Collection Rolf Heyne, München 2003, ISBN 3-89910-205-3.
- Imre Kusztrich: Ich bin kein Mannequin für Krebs. Reden, fühlen, zittern mit Hildegard Knef. Erinnerungen und Gespräche aus den schwierigsten Jahren einer großen Künstlerin im aufreibenden Kampf mit Medien und Alltag. IGK-Verlag, Neusiedl/Österreich 2011, ISBN 978-3-9503215-3-1.
- Lucas Lewalter: „Die Sünderin“ am Broadway. Lebensroman um Hildegard Knef. (= Reihe Prominent, Nr. 3). Bastei-Verlag Lübbe, Bergisch Gladbach 1955.
- Petra Roek: Fragt nicht, warum: Hildegard Knef – die Biografie. Edel Edition, Hamburg 2009, ISBN 978-3-941378-01-8.
- Daniela Sannwald, Kristina Jaspers, Peter Mänz (Hrsg.): Hildegard Knef. Eine Künstlerin aus Deutschland. Bertz + Fischer Verlag, Berlin 2005, ISBN 3-86505-167-7.
- Paul von Schell: Hilde. Meine Liebeserklärung an Hildegard Knef. Henschel, Berlin 2003, ISBN 3-89487-450-3.
- Ernst Schmacke: Hildegard Knef. (= Arcadia-Starparade, Heft 7). Arcadia-Verlag, Hamburg 1954.
- Christian Schröder: Hildegard Knef. Mir sollten sämtliche Wunder begegnen. Biographie. Aufbau-Verlag, Berlin 2004, ISBN 3-351-02575-0.
- Alice Schwarzer: Hildegard Knef (1925–2002), Schauspielerin, in: Alice Schwarzer porträtiert Vorbilder und Idole. Kiepenheuer & Witsch, Köln 2003, ISBN 978-3-462-03341-0, S. 72–76. (Erstveröffentlichung in EMMA 2/2002)
- C. Bernd Sucher (Hrsg.): Theaterlexikon. Autoren, Regisseure, Schauspieler, Dramaturgen, Bühnenbildner, Kritiker. Von Christine Dössel und Marietta Piekenbrock unter Mitwirkung von Jean-Claude Kuner und C. Bernd Sucher. 2. Auflage. Deutscher Taschenbuch-Verlag, München 1999, ISBN 3-423-03322-3, S. 377.
- Jürgen Trimborn: Hildegard Knef. Das Glück kennt nur Minuten. Deutsche Verlags-Anstalt, München 2005, ISBN 3-421-05827-X.
- Frank Raberg: Biografisches Lexikon für Ulm und Neu-Ulm 1802–2009. Süddeutsche Verlagsgesellschaft im Jan Thorbecke Verlag, Ostfildern 2010, ISBN 978-3-7995-8040-3, S. 207 f.
- Corinna Weidner (Hrsg.): Hildegard Knef. Fotografien von Rico Puhlmann. Schwarzkopf & Schwarzkopf Verlag, München 2005, ISBN 3-89602-662-3.
- H. E. Weinschenk: Künstler plaudern: Hildegard Knef. Hamburg 1954.
- Eberhard Weißbarth: Hildegard Knef – zwischen gestern und heute. Verlag Bibliothek der Provinz, Weitra 2011, ISBN 978-3-85252-910-3.
- Kay Weniger: Das große Personenlexikon des Films. Die Schauspieler, Regisseure, Kameraleute, Produzenten, Komponisten, Drehbuchautoren, Filmarchitekten, Ausstatter, Kostümbildner, Cutter, Tontechniker, Maskenbildner und Special Effects Designer des 20. Jahrhunderts. Band 4: H – L. Botho Höfer – Richard Lester. Schwarzkopf & Schwarzkopf, Berlin 2001, ISBN 3-89602-340-3, S. 417 f.

## Filme über Hildegard Knef
- Das Profil: Hildegard Knef im Gespräch mit Friedrich Luft. Studiogespräch, BR Deutschland, 1967, 29 Min., Moderation: Friedrich Luft, Produktion: Sender Freies Berlin, Reihe: Das Profil, Erstsendung: 15. Januar 1967 in ARD, Inhaltsangabe von rbb, online-Video.
- A Woman and a Half – Hildegard Knef. Dokumentarfilm, Deutschland, 2001, 90 Min., Buch und Regie: Clarissa Ruge[18]
- Knef – Die frühen Jahre. Dokumentarfilm, Deutschland, 2005, 60 Min., Buch und Regie: Felix Moeller, Produktion: N.E.F., WDR, rbb, Erstsendung: 25. November 2005 bei West 3, Inhaltsangabe von ARD, Filmdaten von Filmportal[19], u. a. mit Volker Schlöndorff, Jürgen Trimborn und ihren drei Ehemännern Kurt Hirsch, David Cameron, Paul von Schell.
- Hilde. Spielfilm, Deutschland, 2009, 137 Min., Buch: Maria von Heland, Regie: Kai Wessel, Kinostart: 13. Februar 2009.
- Hilde Knef – Ein Weltstar aus Berlin. Dokumentarfilm, Deutschland, 2012, 87:47 Min., Buch und Regie: Jens Rübsam, Sprecher: Judy Winter, Volker Lechtenbrink, Produktion: rbb, Erstsendung: 28. Januar 2012 bei rbb Fernsehen, u. a. mit Joachim Fuchsberger, Till Brönner, Thomas Fritsch, Ulrich Pleitgen, Hella von Sinnen, Gabriele Henkel.[20]
- Hildegard Knef – Glück mit Pause. Dokumentarfilm-Collage, Deutschland, 2014, 29:30 Min., Buch und Regie: Frank Diederichs, Produktion: WDR, Erstsendung: 28. Dezember 2014 bei Das Erste, Inhaltsangabe von ARD.
- Ich will alles. Hildegard Knef. Dokumentarfilm, Deutschland, 2025, 98 Min., Buch und Regie: Luzia Schmid.

## Verschiedenes
- 1996 schuf der Kabarettist Ulrich Michael Heissig als Kunstfigur die fiktive Zwillingsschwester Irmgard Knef, die er seitdem in diversen Programmen präsentiert.
- Der Event-Manager Peter Degner (1954–2020) aus Leipzig veröffentlichte vor 1999 ein Hommage-Album auf CD für die von ihm verehrte Hildegard Knef: Peter Degner jr.: „Der Mensch muß unter die Leute“ – Treff mit P.D. 12 deutschsprachige Lieder mit Liedern von Hildegard Knef als Coverversionen von Peter Degner. Leipzig, CD-Nummer SKW-86095, ohne Jahr (vor 1999)
- Heinz Rudolf Kunze hat für Hildegard Knef einen englischen Text von Ira Gershwin ins Deutsche übertragen[21] und einen Liedtext für sie geschrieben,[22] die beiden Titel erschienen 1999 auf dem Album 17 Millimeter.[23]